# イカリソース
イカリソース株式会社（英語: Ikari Sauce Co.,ltd.）は、兵庫県西宮市に本店および工場、大阪府大阪市福島区に本社を置く調味料メーカーである。

## 概要
1896年（明治29年）2月に大阪で食品販売代理店として山城屋を創業し、日本で初めて本格的なウスターソースを製造・販売した企業である。
1951年（昭和26年）、社名を山城屋からブランド名と同じ「イカリソース」に変更した。
社名であるイカリとシンボルマークとなっている「イカリマーク」は、創業者木村幸次郎が乗っていた船が中国で船火事を起こした際に、自身の救命袋を妻子ある友人に譲り、避難する為海中へ飛び込んだ際に救命ランチの錨綱に捉まって九死に一生を得たことから、自身の命の恩人である錨綱に対する祈念と感謝の気持ちを永久に商品に刻みつけるために、ソースの商品名を「錨印ソース」とし、商品に錨をかたどったシンボルマーク「イカリマーク」をつけた事が由来である。その縁で、一時期CMキャラクターにポパイを使用していた。
創業当時より業務用に力を入れ、地元や隣県の洋食店やたこ焼き店、お好み焼店等からの特製ソースの生産を請負うなど、今も老舗の味を支えている。同社はみかんや玉ねぎを甘味、酸味に使用しており、根本的に他社とは風味が異なる。
主に西日本を中心に販売され、西日本の食品業界ではリーダー的な存在だった。第二次世界大戦後はソースを中心とした多角経営に乗り出し、トマトジュースやケチャップなどのトマトを使った商品の製造・販売を始めた。1970年（昭和45年）、当時人気を博したザ・ドリフターズをCMキャラクターに起用し、ドリフメンバーでリーダーのいかりや長介が発する「おれはいかりや、ソースはイカリ」のフレーズのCMを全国で放送。東日本ではほとんど知られていなかったイカリソースを、ドリフのCMで全国に知らしめた。
それまで市場競争の鎬を削っていたカゴメ、オリバーソースに加え、オタフクソースの消費者向け商品の進出による市場競争激化に加え、1980年代のバブル期の不動産・株式・ゴルフ場投資への失敗が経営を圧迫する中、3期連続の赤字決算という苦しい経営が続く。それまで西日本中心だった販路を東日本に広げ、大規模量販店を中心に攻勢に出るが、ブランド力不足や嗜好の差違により販売価格は伸び悩み、マージン・管理費高×製品安という悪循環に陥る。運転資金捻出のため、経営陣による産業廃棄物処理設備を巡る詐欺事件が発生、不祥事に伴う信用力低下により経営が行き詰まり、2005年（平成17年）5月に会社更生法を申請した。
それを受け、かねてより関西市場進出を目論みつつ失敗を繰り返していたブルドックソースが支援を名乗り出る。2005年11月、同社の子会社・サンワフーズがイカリソースに商号を変更、更生会社である旧イカリソースより営業権を譲り受けた。ブルドックソースの傘下入り後は、関西にブルドック商品の棚を確保させるとともに、主に同社ブランドの廉価販売向け製品の生産を行うようにした（親会社のブルドックソースが販売元の一部商品やイオントップバリュ、コスモス薬品のプライベートブランド商品などのOEM商品の製造も行っている）。
だが、その手法は大きく裏目に出、旧イカリソース社員及び取引先から反発に遭う。そのため、業界2位オタフクソースの猛追もあり、首都圏初めエリア外は廉価品だけでなく「イカリソースレトロ」などの高級品なども売り出し、また関西圏では中濃を中心とするブルドック商品を浸透させつつ、それまでのイカリブランドを維持する方針に転換している。また、粉ものの本場大阪を強調したこ焼き初め専用ソースを販売したりして再度経営を軌道に乗せている。

## 山城屋
かつては福岡県北九州市門司区で「山城屋百貨店」という百貨店を営業していた。元々は1934年（昭和9年）に山城屋の門司支店が経営難に陥っていた「平井屋」という地元の百貨店を買収し、「山城屋百貨店」として開業したのが始まりである。その後、山城屋百貨店は門司港地区の中心的な百貨店として栄え、人々に愛されたが、業績の悪化のため2001年（平成13年）3月末に閉店した。詳しくは「山城屋 (百貨店)」を参照。

## 事業所
本店・西宮工場
兵庫県西宮市鳴尾浜1-22-6
本社事務所・大阪支店(商品には販売者名としてこちらの住所が表記される)
大阪市福島区福島3-14-24 福島阪神ビルディング
東京支店
東京都中央区日本橋兜町11-5 ブルドックソース本社ビル
中四国支店・広島営業所
広島市東区光町2-7-35 光町Uビル5階
九州支店
福岡市博多区住吉4-3-2 博多エイトビル
名古屋営業所
名古屋市名東区社台3-230 グランドビル
高松営業所
香川県高松市寿町1-1-12 パシフィックシティ高松
- ※過去には佐賀県鳥栖市に九州工場が置かれていた。なお小分けされた製品に関しては関東他社工場にて委託製造されている。

## 沿革

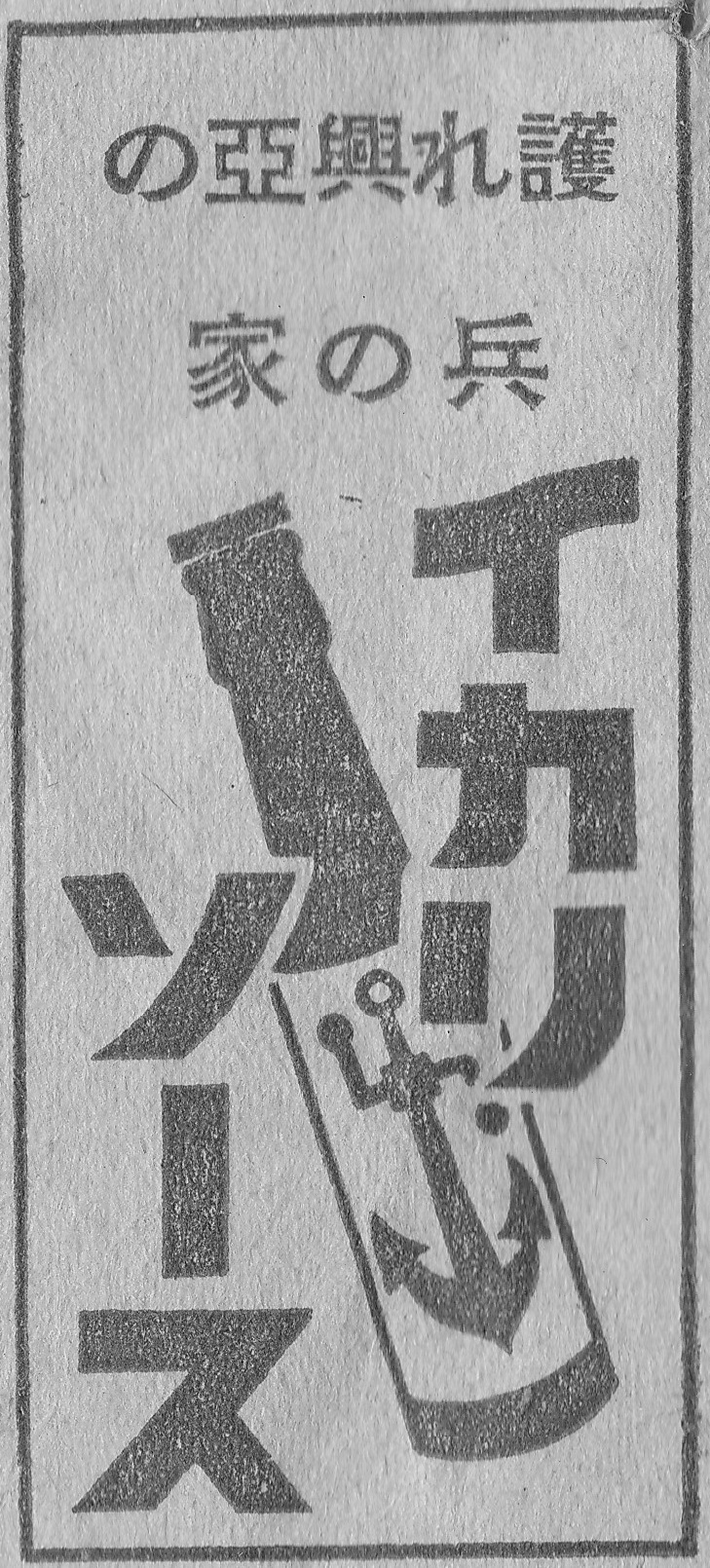
戦前の新聞広告
（1941年8月）

- 1896年2月20日  - 初代木村幸次郎が、日本で初めてウスターソースを開発・製造した「山城屋」を大阪府大阪市阿波座に開業。本格的ソースとしては国産第1号となった「錨印ソース」を発売。
- 1912年3月20日 - 大阪市此花区伝法に工場を竣工。
- 1934年末  - 山城屋百貨店が開業[12]。
- 1940年3月18日  - 法人改組、山城屋輸出食品株式会社設立。
- 1951年12月26日  - イカリソース株式会社に商号変更。
- 1964年2月1日 - 業界初のプラスチック容器を採用した「ポリパック」発売。
- 1970年4月1日 - 九州工場（佐賀県鳥栖市）竣工。
- 1981年4月7日 - 創業85周年を記念し、兵庫県西宮市鳴尾浜に西宮工場竣工。
- 2005年
  - 5月18日  - 産業廃棄物処理事業への参入を計画し、リサイクル機器の性能を偽ってリース会社に高値で売却し約7億8000万円を騙し取ったとして、会長らが詐欺と有印私文書偽造・有印私文書行使の容疑で大阪地方検察庁特別捜査部に逮捕される[2]。
  - 5月24日  - 大阪地方裁判所に会社更生法の適用を申請した[2]。同日ブルドックソースが支援表明[13]。
  - 11月1日 -  ブルドックソース子会社のサンワフーズ（1985年11月25日会社設立）が経営を引き継ぎ商号を変更、新商号をイカリソース株式会社として再発足。
- 2006年
  - 2月 - 本社・大阪支店事務所を移転。
  - 8月27日 - 業界で初めて「3穴キャップ」を採用。
- 2008年3月10日 - 旧イカリソースの元会長に対して大阪地方裁判所が懲役3年、執行猶予5年の判決を言い渡した。

## 主な商品
| ウスターソースととんかつソース |  | ウスターソースととんかつソース |
| ウスターソースととんかつソース |  |                                |

- ウスター
- とんかつ
- 中濃
- お好み焼
- 焼そば
- たこ焼
- 串かつ
- ステーキ

その他調味料
- トマトケチャップ
- 野菜のドレスシリーズ（ノンオイルドレッシングタイプ調味料）
- 焼肉のたれ
- ぽん酢 他

### 過去の商品
- トマトジュース
- 金子信雄のグルメシェフシリーズ

## 広告宣伝

### CM出演者
- ザ・ドリフターズ - 「おれはいかりや、ソースはイカリ」と唄うCM。
- 太平サブロー・シロー - 子供に「アホか」と言われて、「アホやない、ソースやでえ」というCM。
- 金子信雄 - 朝日放送テレビ （ABCテレビ）の『金子信雄の楽しい夕食』のスポンサーだった。
- ポパイ
- 海原やすよ・ともこ（1994年頃）